# Murbeckiella huetii
Murbeckiella huetii là một loài thực vật có hoa trong họ Cải. Loài này được Rothm. mô tả khoa học đầu tiên.